# 民主自由党 (日本)
民主自由党（みんしゅじゆうとう）は、1948年（昭和23年）に結党された日本の政党。略称は民自党。
前年暮れに日本社会党との連立政権に反対して離党した元民主党議員からなる同志クラブ・民主クラブと、野党であった日本自由党とが合同して民主自由党を結成した。昭和電工事件後に山崎首班工作事件などの騒動があったものの、吉田が再び内閣総理大臣となった。

## 党史
- 1948年
  - 3月15日 – 日本自由党と元民主党議員からなる民主クラブが合流し、結党。
  - 10月 – 山崎首班工作事件
  - 10月 – 第2次吉田内閣成立
  - 12月 – 内閣不信任案が可決され、衆議院解散。
- 1949年
  - 1月23日 – 第24回衆議院議員総選挙で圧勝。戦後初の絶対多数党となる[7]。
  - 2月 – 第3次吉田内閣成立
- 1950年
  - 3月 – 民主党連立派と合同し、自由党と改称（自由党結成）[5]。

## 役職

### 歴代執行部役員表
| 総裁   | 幹事長   | 総務会長 | 政務調査会長 | 参議院議員会長 | 最高顧問   |
| ------ | -------- | -------- | ------------ | -------------- | ---------- |
| 吉田茂 | 山崎猛   | 斎藤隆夫 | 周東英雄     | 板谷順助       | 幣原喜重郎 |
| 〃     | 〃       | 〃       | 〃           | 松嶋喜作       | 〃         |
| 〃     | 広川弘禅 | 星島二郎 | 青木孝義     | 〃             | 〃         |
| 〃     | 〃       | 〃       | 〃           | 岡田喜久治     | 〃         |
| 〃     | 〃       | 〃       | 佐藤栄作     | 〃             | 〃         |

### 歴代総裁一覧
| 代 | 総裁 | 総裁   | 在任期間                                |
| -- | ---- | ------ | --------------------------------------- |
| 1  |      | 吉田茂 | 1948年（昭和23年） - 1950年（昭和25年） |

参考文献：村川一郎・石上泰州『日本の政党』1995年3月、丸善株式会社・丸善ライブラリー、ISBN 4-621-05153-9。
宇野俊一ほか編 『日本全史（ジャパン・クロニック）』 講談社、1991年、1094頁。ISBN 4-06-203994-X。

## 党勢の推移

### 衆議院
| 選挙         | 当選/候補者 | 定数 | 備考       |
| ------------ | ----------- | ---- | ---------- |
| （結成時）   | 153         | 466  |            |
| 第24回総選挙 | 264/420     | 466  | 追加公認+5 |

（参考文献：石川真澄（一部山口二郎による加筆）『戦後政治史』2004年8月、岩波書店・岩波新書、ISBN 4-00-430904-2）
- 当選者に追加公認は含まず。追加公認には会派に加わった無所属を含む。